# Máirín Ní Mhuiríosa
Máirín Ní Mhuiríosa (5 septembre 1906 - 27 août 1982) est une universitaire, une poète et une journaliste irlandaise.

## Enfance et famille
Máirín Ní Mhuiríosa est né à Dublin le 5 septembre 1906. Ses parents sont Tomás Ó Muiríosa, professeur de mathématiques, et Mary (née) Golden. Ses parents parlent irlandais et la famille passe des vacances dans le Gaeltacht de Ring, dans le comté de Waterford. Ní Mhuiríosa fréquente l'école à Monaghan et au Luxembourg. Elle est membre de Craobh Móibhí, la branche jeunesse de Conradh na Gaeilge, participant à la production du groupe en 1920 d'An naomh ar iarraidh de Douglas Hyde et An tobar naofa de Séarlot Ní Dhunnlainge pour le concours de théâtre oireachtas. Elle entre à l'University College de Dublin en 1924, obtenant un diplôme en 1927 avec un BA en études celtiques et une maîtrise en gallois en 1943. Elle est membre du personnel de Coláiste Laighean entre 1929 et 1952,.
Elle épouse Pádraig Ó Cinnéide en 1928. Il est secrétaire du ministère de la Santé de 1948 à 1959. Ils oent un fils et une fille. Ní Mhuiríosa meurt à l'hôpital Saint-Vincent de Dublin le 27 août 1982 et est enterré au cimetière de Glasnevin.

## Carrière
Le premier ouvrage universitaire de Ní Mhuiríosa est une édition de Stair an Bhíobla ó lámhsgríbhinn do sgríobh Uáitéir Ó Ceallaigh tuairim na bliadhna MDCCXXVI, publiée en quatre volumes entre 1941 et 1945. Pendant la même période, elle travaille sur la série Leabhair ó Láimhsgríbhnibh, qui a été éditée par Gerard Murphy. Avec Nessa Ní Shéaghdha, elle édite la série Trí Bruidhne : Bruidhean chéise coruinn, Bruidhean bheag na hAlmhan, Bruidhean eochaidh bhig dheirg, 1941. Elle dirige Imtheacht an dá nónbhar agus tóraigheacht Taise Taoibhghile (1954) et Comhairle Mhic Lámha (1955),.
Elle s'intéresse aux dirigeants du premier mouvement de renaissance de la langue irlandaise. Elle publie un certain nombre d'articles sur ces premiers militants, Brian Ó Luanaigh dans Feasta (1969), le révérend Euseby Digby dans la Irish Press (1965) et le révérend Maxwell Close dans Comhar (1966). Ce travail aboutit à une histoire des éminents militants linguistiques de la renaissance gaélique de 1876 et 1893, Réamhchonrathóirí (1968). Son essai, Gaeil agus Breatnaigh anallód, sur l'histoire du pays de Galles remporte un prix au concours oireachtas de 1972 et est ensuite publié sous forme de brochure en 1974. Elle publie un manuel d'histoire littéraire irlandaise en gallois, Traddodiad Llenyddol Iwerddon, avec JE Caerwyn Williams. Le manuel est augmenté et traduit en irlandais sous le nom de Traidisiún liteartha na nGael en 1979,.
Depuis la fondation du Sunday Press en 1949, Ní Mhuiríosa est une collaboratrice régulière avec sa colonne, Eadrainn féin. Elle est membre de nombreuses organisations littéraires et a connaissance des autres auteurs contemporains de langue irlandaise, y compris Máirtín Ó Direáin. En 1946, elle rejoint le Cumann na Scríbhneoirí où elle est élue secrétaire deux ans plus tard. En tant que membre d'une délégation, Ní Mhuiríosa rencontre le premier ministre Éamon de Valera en 1952. Cette réunion permet à la fondation Bord Leabhar na Gaeilge, une organisation pour faciliter la publication en irlandais pour les éditeurs privés. Elle siège au comité du conseil pour les 15 ans et est directrice d'An Club Leabhar de 20 ans. Ní Mhuiríosa remporte un certain nombre de récompenses pour de la poésie au Oireachtas na Gaeilge en 1968, elle est devenue présidente de l'oireachtas. Elle est membre du Conseil Supérieur de l'Éducation dans les années 1960 et plus tard un membre de l'Higher Education Authority,.